# Dominik Andreas I von Kaunitz
Dominik Andreas I von Kaunitz (Austerlitz, 1655 – Vienna, 11 gennaio 1705) è stato un nobile, diplomatico e politico austriaco.
Fu vice cancelliere del Sacro Romano Impero dal 1696 al 1704. Fu nonno del celebre statista e cancelliere austriaco Wenzel Anton von Kaunitz-Rietberg.

## Biografia
Figlio di Leopold Wilhelm von Kaunitz e di sua moglie, Eleonore von Dietrichstein, Dominik Andreas era membro della nobiltà boema dell'Impero. Per parte di sua madre era nipote di Massimiliano di Dietrichstein (discendente illegittimo di Massimiliano I del Sacro Romano Impero), nonché discendente dei principi del Liechtenstein.
Tra il 1671 e il 1673 compì un grand tour in Italia, frequentando quindi l'accademia della nobiltà di Besançon una volta giunto in Francia, tornando in patria nel 1674.
Nel 1676 venne nominato commissario reale presso il Landtag del Regno di Boemia, riunito a Brno. Nel 1682, sempre come diplomatico, venne inviato a Monaco di Baviera come ambasciatore imperiale, aiutando l'elettore locale Massimiliano II Emanuele nell'opera di schierarsi al fianco dell'imperatore e ad abbandonare il partito filo-francese; fu lui a contribuire in modo significativo al matrimonio tra il principe elettore bavarese e l'arciduchessa Maria Antonia d'Austria. Si portò quindi in Moravia e fece poi ritorno a Vienna.
Per i servigi resi all'impero, Kaunitz venne elevato al rango di conte nella nobiltà austriaca con patente datata al 12 gennaio 1683, ricevendo in pegno anche l'amministrazione dei feudi di Schlakau, Brod e Neu Orzechau. Nel 1687 acquisì Krizanau.
Dal 1685 venne chiamato ad entrare a far parte del consiglio imperiale segreto. Kaunitz ebbe un ruolo importante nella fondazione della Grande Alleanza nel 1686. Nel 1687 fu inviato in Inghilterra per includere con Giacomo II un'alleanza contro Luigi XIV di Francia ed i suoi progetti espansionistici, ma questa missione diplomatica non ebbe successo. Venne quindi inviato a Colonia dove, sfruttando le contestazioni interne al principato arcivescovile, riuscì a far eleggere nel 1687 Giuseppe Clemente di Baviera contro la resistenza della Francia e del clero di Colonia. Per questo ennesimo successo, nel 1687 venne nominato cavaliere dell'Ordine del Toson d'oro. Tra il 1688 ed il 1689, all'inizio della guerra di successione del Palatinato, fu nuovamente inviato imperiale a Monaco di Baviera. Dal 1694, venne nominato rappresentante straordinario a L'Aia, ove presenziò come capo missione alla firma del trattato di Rijswijk.
Dal 1696, venne prescelto quale Vice Cancelliere del Sacro Romano Impero, carica che gli consentì di entrare attivamente nell'amministrazione imperiale anche a livello politico. Sostenne una politica di bilanciamento nei confronti della Francia e delle sue mire espansive, progettando addirittura un piano per unificare l'Europa in un unico stato governato dall'Austria, che ad ogni modo rimase solo sulla carta. Con la Francia negoziò la possibilità di scambiare il Ducato di Milano con la Baviera, ma anche questo piano fallì. Per questo suo atteggiamento nei confronti della Francia, ad ogni modo, perse notevole influenza a corte e nella guerra di successione spagnola ebbe invece un ruolo del tutto marginale malgrado la sua posizione. Nel 1703 si schierò apertamente con l'imperatore Giuseppe I del Sacro Romano Impero il quale, contravvenendo alle disposizioni di Leopoldo I, decise di sostituire i consiglieri di rilievo che lo attorniavano, tra cui spiccavano personaggi del calibro di Wratislaw von Mitrowitz, Gundakar Thomas von Starhemberg ed Eugenio di Savoia.
Ritiratosi a vita privata, decise di preoccuparsi dell'amministrazione degli affari della sua famiglia. Nel 1704 aprì la prima fabbrica tessile in Moravia, ad Austerlitz, ma questo esperimento si rivelò un colossale fallimento ed il Kaunitz si ritrovò ben presto indebitato. Morì a Vienna a 67 anni a causa di un ictus.

## Matrimonio e figli
Sposò Marie Eleonore Josepha von Sternberg nel 1675 (m. 2 dicembre 1706), figlia del conte Adolph Wratislaw von Sternberg e di sua moglie, la contessa Anna Lucia Slawata von Chlum e Koschumberg. La coppia ebbe insieme due figli:
- Franz Karl Josef (1675-1705)
- Maximilian Ulrich (1679-1746), governatore della Moravia
- Maria Eleonore (1681-1723), sposò il conte Franz Wenzel von und zu Trautmannsdorff.

## Ascendenza
|                               |                                |                                                  | Genitori                                    |  |  | Nonni |  |  | Bisnonni              |  |  | Trisnonni         |  |
|                               |                                |                                                  |                                             |  |  |       |  |  | Ulrich IV von Kaunitz |  |  | Peter von Kaunitz |  |
|                               |                                |                                                  |                                             |  |  |       |  |  | Ulrich IV von Kaunitz |  |  | Peter von Kaunitz |  |
|                               |                                | Dorothea Geraltowsky                             |                                             |  |  |       |  |  | Ulrich IV von Kaunitz |  |  |                   |  |
| Ulrich V von Kaunitz          |                                |                                                  |                                             |  |  |       |  |  | Ulrich IV von Kaunitz |  |  |                   |  |
|                               |                                | Agnes von Boskovic                               | …                                           |  |  |       |  |  |                       |  |  |                   |  |
|                               |                                | Agnes von Boskovic                               | …                                           |  |  |       |  |  |                       |  |  |                   |  |
|                               |                                | Agnes von Boskovic                               | …                                           |  |  |       |  |  |                       |  |  |                   |  |
| Leopold Wilhelm von Kaunitz   |                                | Agnes von Boskovic                               |                                             |  |  |       |  |  |                       |  |  |                   |  |
|                               |                                | Wilhelm Raupowsky von Raupow                     | Johann Raupowsky von Raupow                 |  |  |       |  |  |                       |  |  |                   |  |
|                               |                                | Wilhelm Raupowsky von Raupow                     | Johann Raupowsky von Raupow                 |  |  |       |  |  |                       |  |  |                   |  |
|                               |                                | Wilhelm Raupowsky von Raupow                     | Ludmila von Wartenberg                      |  |  |       |  |  |                       |  |  |                   |  |
| Ludmila Raupowsky von Raupow  |                                | Wilhelm Raupowsky von Raupow                     |                                             |  |  |       |  |  |                       |  |  |                   |  |
|                               |                                | Anna Kragirz von Kraigk                          | …                                           |  |  |       |  |  |                       |  |  |                   |  |
|                               |                                | Anna Kragirz von Kraigk                          | …                                           |  |  |       |  |  |                       |  |  |                   |  |
|                               |                                | Anna Kragirz von Kraigk                          | …                                           |  |  |       |  |  |                       |  |  |                   |  |
| Dominik Andreas I von Kaunitz |                                | Anna Kragirz von Kraigk                          |                                             |  |  |       |  |  |                       |  |  |                   |  |
|                               | Sigismondo II di Dietrichstein | Adam von Dietrichstein                           |                                             |  |  |       |  |  |                       |  |  |                   |  |
|                               | Sigismondo II di Dietrichstein | Adam von Dietrichstein                           |                                             |  |  |       |  |  |                       |  |  |                   |  |
|                               | Sigismondo II di Dietrichstein | Margarita Folch de Cardona y Requesens           |                                             |  |  |       |  |  |                       |  |  |                   |  |
| Massimiliano di Dietrichstein | Sigismondo II di Dietrichstein |                                                  |                                             |  |  |       |  |  |                       |  |  |                   |  |
|                               |                                | Johanna von der Leiter                           | Hans Warmund von der Leiter                 |  |  |       |  |  |                       |  |  |                   |  |
|                               |                                | Johanna von der Leiter                           | Hans Warmund von der Leiter                 |  |  |       |  |  |                       |  |  |                   |  |
|                               |                                | Johanna von der Leiter                           | Elisabeth von Thurn                         |  |  |       |  |  |                       |  |  |                   |  |
| Eleonore von Dietrichstein    |                                | Johanna von der Leiter                           |                                             |  |  |       |  |  |                       |  |  |                   |  |
|                               |                                | Carlo I del Liechtenstein                        | Hartmann II di Liechtenstein-Feldsberg      |  |  |       |  |  |                       |  |  |                   |  |
|                               |                                | Carlo I del Liechtenstein                        | Hartmann II di Liechtenstein-Feldsberg      |  |  |       |  |  |                       |  |  |                   |  |
|                               |                                | Carlo I del Liechtenstein                        | Anna di Ortenburg                           |  |  |       |  |  |                       |  |  |                   |  |
| Anna Maria del Liechtenstein  |                                | Carlo I del Liechtenstein                        |                                             |  |  |       |  |  |                       |  |  |                   |  |
|                               |                                | Anna Maria Šemberová von Boskovic und Černá Hora | Johann Šemberov von Boskovic und Černá Hora |  |  |       |  |  |                       |  |  |                   |  |
|                               |                                | Anna Maria Šemberová von Boskovic und Černá Hora | Johann Šemberov von Boskovic und Černá Hora |  |  |       |  |  |                       |  |  |                   |  |
|                               |                                | Anna Maria Šemberová von Boskovic und Černá Hora | Anna Kraiger von Kraigk                     |  |  |       |  |  |                       |  |  |                   |  |
|                               |                                | Anna Maria Šemberová von Boskovic und Černá Hora |                                             |  |  |       |  |  |                       |  |  |                   |  |